# Anie Carera
Anie Carera, właśc. Tri Nuryani (ur. 1 czerwca 1969 w Madiun) – indonezyjska piosenkarka.
Okres jej sławy przypadł na lata 90. XX wieku. W Indonezji i Malezji jej album Cintaku Tak Terbatas Waktu z 1996 r. sprzedał się w nakładzie przekraczającym milion egzemplarzy.

## Dyskografia
Albumy studyjne
- 1988: Janji Itu Manis
- 1989: Walau Seribu Tahun
- 1989: Sebaris Kalimat
- 1992: Terperangkap Dalam Duka
- 1994: Cintaku Takkan Berubah
- 1996: Cintaku Tak Terbatas Waktu
- 1997: Aku Benci
- 1998: Bagai Ikan Dalam Kaca
- 1999: Hatiku Bagai Emas Permata
- 2001: Cintaku Masih Seperti Yang Dulu